# Matěj Vocel
Matěj Vocel (* 20. Mai 1997 in Prag) ist ein tschechischer Tennisspieler.

## Karriere
Vocel spielte zwischen 2014 und 2015 etwas mehr als 30 Matches auf der ITF Junior Tour und erreichte Platz 259 der Junior-Rangliste.
Ab 2015 spielte Vocel regelmäßig Profiturniere, hauptsächlich auf der ITF Future Tour. Im Einzel kam er Ende 2018 zu seinem Karrierehoch in der Tennisweltrangliste mit Platz 641, während er im Doppel bis Ende 2018 bereits sieben Future-Titel gewinnen und die Top 400 erreichen konnte. 2017 nahm Vocel an der Sommer-Universiade teil und erreichte im Doppel das Viertelfinale. Er begann sein Studium 2018 zunächst an der Oklahoma State University, wo er auch aktiv im College Tennis aktiv war. Für sein letztes Studienjahr wechselte er 2021 an die Ohio State University. Er wurde in diesem Jahr als All-American im Einzel und Doppel ausgezeichnet. Seinen Abschluss machte er in Sportwissenschaften.
Anschließend kehrte er zum Profitennis zurück. 2022 gewann er bereits seinen zehnten Titel der Future Tour. Der größte Erfolg auf der ATP Challenger Tour war ihm bereits 2016 gelungen, als er das Endspiel in seiner Heimatstadt Prag erreicht hatte. Während Vocel 2023 und 2024 weitere drei respektive vier Futures gewann, nahm er durch sein verbessertes Ranking auch häufiger an Challengers teil. Im französischen Roanne schaffte er mit Jakub Paul den zweiten Challenger-Finaleinzug. Durch das dritte Finale in Brest zog er erstmals in die Top 200 der Doppelrangliste ein. Das vierte Challenger-Endspiel, abermals in Prag, entschied er letztlich mit dem Ukrainer Denys Moltschanow für sich. Sie setzten sich dort gegen David Pichler und Jurij Rodionov in zwei Sätzen durch. Vocel stand damit erstmals unter den besten 150 Doppelspielern.

## Erfolge
| Legende (Anzahl der Siege) |
| Grand Slam                 |
| ATP Finals                 |
| ATP Tour Masters 1000      |
| ATP Tour 500               |
| ATP Tour 250               |
| ATP Challenger Tour (3)    |

### Doppel

#### Turniersiege
| Nr. | Datum         | Turnier    | Belag | Partner           | Finalgegner                    | Ergebnis  |
| --- | ------------- | ---------- | ----- | ----------------- | ------------------------------ | --------- |
| 1.  | 11. Mai 2025  | Prag       | Sand  | Denys Moltschanow | David Pichler Jurij Rodionov   | 7:63, 6:3 |
| 2.  | 14. Juni 2025 | Bratislava | Sand  | Andrew Paulson    | Jiří Barnat Filip Duda         | 6:1, 6:4  |
| 3.  | 12. Juli 2025 | Triest     | Sand  | Jakub Paul        | Robin Haase Johannes Ingildsen | 7:5, 6:1  |